# Yuri de Souza
Yuri de Souza Fonseca (Maceió, 8 agosto 1982) è un ex calciatore brasiliano, di ruolo attaccante.
Ha segnato più di 150 gol in carriera.

## Palmarès

### Club

#### Competizioni nazionali
- Segunda División B: 1

Ponferradina: 2009-2010